# Placówka Straży Granicznej w Skryhiczynie
Placówka Straży Granicznej w Skryhiczynie imienia gen. Jana Wojciecha Kiwerskiego – graniczna jednostka organizacyjna Straży Granicznej realizująca zadania w ochronie granicy państwowej z Ukrainą.

## Formowanie i zmiany organizacyjne
Placówka Straży Granicznej w Skryhiczynie (PSG w Skryhiczynie) z siedzibą w Skryhiczynie, została powołana 24 sierpnia 2005 roku Ustawą z 22 kwietnia 2005 roku O zmianie ustawy o Straży Granicznej..., w strukturach Nadbużańskiego Oddziału Straży Granicznej w Chełmie z przemianowania dotychczas funkcjonującej Strażnicy Straży Granicznej w Skryhiczynie im. gen. Jana Wojciecha Kiwerskiego (Strażnica SG w Skryhiczynie). Znacznie rozszerzono także uprawnienia komendantów, m.in. w zakresie działań podejmowanych wobec cudzoziemców przebywających na terytorium RP.
Z końcem 2005 roku odeszli ze służby ostatni funkcjonariusze służby kandydackiej. Było to możliwe dzięki intensywnie realizowanemu programowi uzawodowienia, w ramach którego w latach 2001–2006 przyjęto do NOSG 1280 funkcjonariuszy służby przygotowawczej.
31 grudnia 2010 roku w placówce służbę pełniło 40 funkcjonariuszy.

## Ochrona granicy
Do ochrony powierzonego odcinka granicy państwowej placówka wykorzystuje 2 wieże obserwacyjne w miejscowości Uchańka i Skryhiczyn z lokalnym ośrodkiem nadzoru w placówce SG w Skryhiczynie.
W lutym 2019 roku placówka otrzymała na wyposażenie do ochrony granicy specjalistyczny pojazd obserwacyjny tzw. PJN.

### Terytorialny zasięg działania
PSG w Stryhiczynie ochrania wyłącznie odcinek granicy rzecznej z Ukrainą przebiegającą środkiem koryta rzeki granicznej Bug.
Stan z 1 września 2021
- Od znaku granicznego nr 931 do znaku granicznego nr 966.
- Linia rozgraniczenia z:

1. Placówką Straży Granicznej w Dorohusku: włącznie znak graniczny nr 966, dalej granicą gmin Dorohusk i Dubienka, Dorohusk i Żmudź, Kamień i Żmudź, Kamień i Leśniowice, Chełm i Leśniowice.
2. Placówką Straży Granicznej w Horodle: wyłącznie znak graniczny nr 931, wyłączone Matcze, wyłączona Cegielnia, dalej granicą gmin Horodło i Hrubieszów, Białopole i Hrubieszów, Białopole i Uchanie, Wojsławice i Uchanie, Wojsławice i Grabowiec.
3. Placówką Straży Granicznej w Lublinie: granicą gmin Wojsławice i Kraśniczyn, Leśniowice i Kraśniczyn, Leśniowice i Siennica Różana.

- Poza strefą nadgraniczną obejmuje z powiatu chełmskiego gminy: Leśniowice, Wojsławice.

Stan z 30 grudnia 2014
Obszar służbowej działalności placówki SG położony był głównie w powiecie chełmskim z gminami Dubienka, Białopole, Żmudź oraz w powiecie hrubieszowskim z częścią gminy Horodło.
Ochraniany odcinek granicy państwowej przebiegał granicą rzeczną z Ukrainą:
Stan z 1 sierpnia 2011
- Od znaku granicznego nr 931 do znaku granicznego nr 966.
- Linia rozgraniczenia z:

1. Placówką Straży Granicznej w Dorohusku: włącznie znak graniczny nr 966, dalej granicą gmin Dorohusk i Kamień oraz Dubienka i Żmudz.
2. Placówką Straży Granicznej w Horodle: wyłącznie znak graniczny nr 931, wyłącznie m. Matcze wyłącznie m. Cegielnia, dalej granicą gmin Horodło i Białopole oraz Hrubieszów i Uchanie.

- Poza strefą nadgraniczną obejmował z powiatu chełmskiego Leśniowice.

## Placówki sąsiednie
- Placówka SG w Dorohusku ⇔ Placówka SG w Horodle – 01.08.2011[8]
- Placówka SG w Dorohusku ⇔ Placówka SG w Horodle, Placówka SG w Lublinie – 01.09.2021[7].

## Komendanci placówki
- kpt. SG Jan Wawron (24.08.2005–2008)[9]
- ppłk SG Mariusz Pochylczuk[10] (18.12.2008[9]–27.04.2012[11])
- mjr SG/ppłk SG Dariusz Łopocki[12] (28.04.2012[11]–29.01.2017[13])
- por. SG/mjr SG Krzysztof Paszko (30.01.2017[13]–obecnie[1]).